# 先锋卡通
先锋卡通，全称北京先锋卡通公司，是中国大陆的一家以汉化单机游戏为主的公司，于1991年成立，1994年解散。

## 历史
先锋卡通，是北京先锋公司于1991年成立的子公司，最初为进行单机游戏制作，并出资300万元人民币设立开发团队，但由于技术实力和设计经验等原因放弃游戏开发。
1993年底，先锋卡通汉化的《赌神》（中国大陆第一款汉化游戏）上市。先锋卡通投入225万元人民币生产25000套游戏卡，游戏卡每套定价350元人民币。《赌神》销售三个月后，因盗版、缺乏销售途径和广告宣传和游戏定价过高等原因，仅售出3000套游戏卡。
1994年6月，先锋卡通创立中国大陆第一本电子游戏杂志《GAME集中营》。同年，小霸王公司以20万元人民币买下先锋卡通的所有技术平台。先锋卡通最终解散。